# Мари Луизе Кашниц
Мари Луизе Кашниц (на немски: Marie Luise Kaschnitz), баронеса Мари Луизе фон Холцинг-Берщет при раждането ѝ, е германска поетеса, белетристка и есеистка.

## Живот
Родена е в Карлсруе в дома на генерал от стар елзаски благороднически род. Израства в Потсдам и Берлин. Във Ваймар и Мюнхен изучава професията на книжар, която за кратко упражнява в Рим. Там се омъжва за виенския археолог проф. Гвидо фон Кашниц-Вайнберг и години наред го съпътства при неговите проучвания във Франция, Италия, Гърция, Турция и Северна Африка.

## Творчество
Своите, създавани в продължение на 2 десетилетия „Стихотворения“ (1947) и книгата „Мъртвешки танц и стихове за епохата“ (1947) поетесата публикува едва след рухването на националсоциализма, който ненавижда по морални подбуди. Следват стихосбирките „Музика на бъдещето“ (1950), „Вечният град“ (1952) и „Нови стихове“ (1957).
През 1960 г. Мари Луизе Кашниц става гост доцент по поетика във Франкфуртския университет. Събраните ѝ стихотворения от периода 1958-1961 г. излизат под заглавие „Твоето мълчание – моят глас“ (1962), посветени на починалия ѝ съпруг, а след тях е публикувана „Още една дума“ (1965). Сред последните поетически книги на Кашниц са „Без заклинания“ (1972) и „Песен за човешкия живот“ (1974).
В творчеството си поетесата свързва защитата на хуманизма, наследен от християнството и античността, с изобразяването на парливите проблеми на съвременния свят.

## Награди и отличия
- 1955: „Награда Георг Бюхнер“
- 1957: „Награда Имерман“
- 1961: Villa-Massimo-Stipendium
- 1964: „Награда Георг Макензен“
- 1966: Goetheplakette der Stadt Frankfurt am Main
- 1967: Pour le mérite für Wissenschaft und Künste
- 1968: Почетен доктор на Франкфуртския университет
- 1970: „Награда Йохан Петер Хебел“ на провинция Баден-Вюртемберг
- 1971: Goethe-Plakette des Landes Hessen
- 1973: „Възпоменателен медал Розвита“ на град Бад Гандерсхайм

В чест на писателката Евангелистката академия в Туцинг учредява през 1984 г. литературната награда „Мари Луизе Кашниц“.